# Тарадуда, Денис Олегович
Денис Олегович Тарадуда (укр. Денис Олегович Тарадуда; род. 17 августа 2000, Розовка, Донецкая область, Украина) — украинский футболист.

## Карьера
Воспитанник «Днепра». 24 февраля 2019 года в составе «Ворсклы» дебютировал в матче украинской Премьер-Лиги против «Карпат» (0:4). В нем Тарадуда отметился предупреждением на 47-й минуте. Был капитаном в дубле «Ворсклы». Зимой 2021 года находился на просмотре в клубе РПЛ «Тамбов», но карьеру продолжил в ФНЛ, в конце февраля подписав контракт с клубом «СКА-Хабаровск».
В конце июня 2022 года перешел в коллектив эстонской Мейстрилиги «Нарва-Транс». Первый матч сыграл за команду 2 июля против «Пайде» (1:1).